# Пијелагос
Пијелагос (шп. Piélagos) град је у Шпанији у аутономној заједници Кантабрија. Према процени из 2017. у граду је живело 24 574 становника.

## Становништво
Према процени, у граду је 2017. живело 24 574 становника.
| 1970. | 1980. | 1990. | 2000.  | 2010.  | 2017.  |
| ----- | ----- | ----- | ------ | ------ | ------ |
| 9.365 | 9.282 | 9.219 | 11.862 | 21.268 | 24.574 |